# Первомайский (Карачаево-Черкесия)
Первомайский (карач.-балк. ) — хутор в Урупском районе Карачаево-Черкесии Российской Федерации. Входит в состав Предгорненского сельского поселения.

## География
Хутор расположен в юго-западной части республики, в долине р. Большая Лаба, при впадении её притока р. Бешеная. Примерно в 1 км к югу находится гора Ахмет-Скала, у подножья которой упразднённый аул Ахмет-Кая.
Одна улица — Майская.

## Население
| 2002 | 2010 | 2021 |
| ---- | ---- | ---- |
| 10   | ↘0   | ↗11  |

## Инфраструктура
Хутор обслуживается отделением почты 369284, находящее в центре поселения — селе Предгорное.

## Транспорт
Автодорога «Майкоп ‐ Карачаевск ‐ подъезд к х. Ершов ‐ х. Первомайский» (идентификационный номер 91 ОП МЗ 91 Н‐075).